# Czernin (Pommeren)
Czernin (Duits: Hohendorf) is een dorp in de Poolse woiwodschap Pommeren. De plaats maakt deel uit van de gemeente Sztum en telt 1600 inwoners.